# Katie Nazer-Hennings
Katie Nazer-Hennings (Sydney, 23 marzo 1992) è un'attrice australiana, conosciuta soprattutto per il ruolo  principale di Brooke nella seconda stagione della serie televisiva The Sleepover Club nel 2006. In Italia è stata trasmessa su Disney Channel e Italia 1.
Nel 2008 interpreta 1ep nel ruolo di Holly nella serie TV All Saints. L'anno successivo, interpreta 2ep nel ruolo di Olivia Connors nella serie TV Le sorelle McLeod. Inoltre nel 2007 recita in un ruolo secondario nel film The Final Winter. Scompare anche lei come moltissimi attori australiani in tv a fine 2008.
Nel 2005 è stata nominata "migliore attrice in serie TV per ragazzi".